# Che dottoressa ragazzi!
Che dottoressa ragazzi! è un film del 1976, diretto da Gianfranco Baldanello.

## Trama
In un paesino della provincia siciliana arriva una nuova e bella dottoressa comunale che metterà in agitazione gli abitanti maschi del paese e in preoccupazione le loro mogli.

## Produzione
Nonostante l'ambientazione siciliana, il film venne girato tutto nei dintorni di Milano.